# 멜로스의 대화
멜로스의 대화(the Melian Dialogue)는 투키디데스의 펠로폰네소스 전쟁사 제5책 제84-116장에 나오는 일화다. 기원전 416년 아테나이가 멜로스섬을 공격한 것을 배경으로 삼고 있다. 국가의 이기심과 실용적 이해관계가 전쟁의 여부를 결정한다는 냉혹한 정치외교의 현실주의를 강조하는 일화로 주로 인용된다.
멜로스는 그리스 본토에서 동쪽으로 110 킬로미터쯤 떨어진 에게해의 섬나라였다. 멜로스인들은 도리스인의 후예로, 스파르타와 한 핏줄이라고 할 수 있었지만 당시 진행되던 펠로폰네소스 전쟁에서는 중립을 지키고 있었다. 아테나이는 멜로스에 쳐들어와 중립을 그만두고 델로스 동맹에 가맹, 아테나이의 속국이 되던지 나라가 망하던지 택일하라 요구했다. 멜로스인들은 거부했는데, 이 협상 과정이 멜로스의 대화다.
1. 아테나이인들이 멜로스인들에게 항복하지 않으면 절멸당하리라 최후통첩을 통보한다. 그러면서 “강자는 할 수 있는 것을 당연히 할 수 있고 약자는 무슨 일을 당하든 견뎌야 한다”면서, 이 상황의 도덕적 논쟁 따위로 시간을 낭비하지 않겠다고 선언한다.
2. 멜로스인들은 중립국은 적국이 아니기 때문에 아테나이가 자신들을 정복할 필요가 없다고 주장한다. 아테나이인들은 멜로스의 중립과 독립을 용인한다면, 자신들은 약해 보일 것이며 다른 속국들은 아테나이가 충분히 강하지 못해서 멜로스를 그냥 두는 것이라 판단할 것이라고 반박한다.
3. 멜로스인들은 아테나이의 침공이 다른 중립국들을 자극하여 두려움에 빠진 다른 중립국들이 아테나이를 적대할 것이라 주장한다. 아테나이인들은 아테나이에 거역하는 섬나라들은 이미 모두 정복당했다고 반박한다.
4. 멜로스인들은 싸우지도 않고 항복하는 것은 비겁하고 수치스러운 일이라고 주장한다. 아테나이인들은 자신들처럼 압도적으로 강한 상대에게 항복하는 것은 수치스러울 일이 아니라고 반박한다.
5. 멜로스인들은 아테나이인들이 비록 강하지만 멜로스인들이 이길 가능성도 전혀 없는 것이 아니라고 주장한다. 아테나이인들은 그것은 감상적이고 근시안적인 태도이며, 멜로스인들은 패배한 뒤에 어리석은 낙관주의를 후회하게 될 것이라고 반박한다.
6. 멜로스인들은 자신들이 도덕적으로 올바르기 때문에 신의 가호가 있을 것이라고 주장한다. 아테나이인들은 강자가 약자를 지배하는 것은 자연의 질서이기 때문에 신들이 개입하지 않을 것이라고 반박한다.
7. 멜로스인들은 친척뻘인 스파르타인들이 자신들을 도우러 올 것이라고 주장한다. 아테나이인들은 스파르타인들은 실용적인 족속이라 자기 이득이 되지 않을 일에 위험을 무릅쓰지 않으며, 아테나이의 해군이 스파르타보다 강하기 때문에 멜로스 구원은 스파르타인들에게 지극히 위험할 것이라고 반박한다.
8. 아테나이인들은 멜로스인들의 현실감각 부재에 충격을 받았다는 감상을 표현한다. 아테나이인들은 강한 적에게 항복하는 것은 수치가 아니며, 특히 그 적이 합리적인 조건을 요구해올 때는 더욱 그렇다고 말한다. 또한 자신보다 우월한 자에게는 굴복하고, 자신과 동등한 자와는 병존하고, 자신보다 열등한 자에게는 자비로운 것이 분별 있는 태도라고 주장한다. 멜로스인들은 마음을 바꾸지 않으며, 정중하게 아테나이 사절단을 배웅한다.

멜로스는 기원전 416년에서 415년으로 넘어가는 겨울에 결국 항복했다. 아테나이는 멜로스의 남자들은 모두 학살하고 여자들은 노예로 팔아버린 뒤 아테나이인 500명을 식민했다.
아테나이가 펠로폰네소스 전쟁에 패배한 뒤인 기원전 405년 스파르타 장군 리산드로스가 멜로스의 아테나이인들을 쫓아내고 도리스인들을 재식민했다. 전쟁 이전에 독립국이었던 멜로스는 최종적으로 스파르타령이 되었고, 스파르타는 멜로스에 하르모스트(일종의 총독)를 주재시켰다.